# Giuseppe Urbano Pagani Cesa
Giuseppe Urbano Pagani Cesa (Belluno, 25 maggio 1757 – Venezia, 22 marzo 1835) è stato un letterato italiano.

## Biografia
Discendente della nobile famiglia veneta dei Cesa, casata di antiche origini, risalenti alla metà del Cinquecento, estintasi nel 1624, continuando nel ramo dei Pagani-Cesa, ebbe il titolo di conte.
In quanto nobile bellunese di antico lignaggio, ricoprì l'incarico di Ispettore a' boschi e di Intendente delle Finanze. Studiò a Padova, dove strinse amicizia con Melchiorre Cesarotti e fu studente del Collegio San Marco.
Nel 1782 pubblicò a Venezia i suoi primi due volumi di poesie: il primo di opere originali e il secondo di traduzioni dal latino, dal tedesco e dal francese, fra le quali l'Atreo e Tieste di Crébillon. Molte delle sue poesie sono rimaste tuttavia inedite.
Nel 1784 pubblicò un poemetto dal titolo Viaggio per aria, e nel 1802 un secondo dal titolo Villeggiatura di Clizia, entrambi in versi sciolti e composti da tre canti, scritti con una certa fantasia, nonché vivacità di stile.
Scrisse anche tragedie, molte delle quali però rimasero inedite, come la Rosmunda o il Costantino. Nel 1808 venne pubblicata a Milano il Caio Gracco, tragedia di soggetto storico che richiamava l'opera omonima di Vincenzo Monti. Nel 1816 venne pubblicata a Venezia un'altra tragedia, il Nabucco, e nello stesso anno vide la luce anche un dramma musicale musicato da Antonio Angelo Miari, La Moglie indiana.
Nel 1822 venne pubblicata a Venezia la traduzione con testo a fronte dell'Eneide di Virgilio e nel 1825 venne stampato a Firenze un trattato sull'opera seria, intitolato Sovra il teatro tragico italiano. Considerazioni di G. U. Pagani Cesa.
Luigi Carrer scrisse di lui, nella sua Biografia degl'Italiani illustri che, sebbene potesse risultare all'apparenza aspro e violento, era in realtà un uomo fine e dalla conversazione piacevole, il cui animo non mancò di essere liberale e compassionevole.
Gli venne dedicata una via cittadina di Belluno.